# Michael Ling
Michael Andreas Ling (* 24. September 1962 in Ludwigshafen am Rhein) ist emeritierter Justitiar des Bistums Mainz, Honorarprofessor an der Johannes Gutenberg-Universität Mainz und für die Deutsche Bischofskonferenz ehemaliges Mitglied des Beirates des Bundesverbands Deutscher Stiftungen.

## Leben
Ling wurde am 24. September 1962 in Ludwigshafen am Rhein geboren. Nach Abitur und Wehrdienst studierte er Rechtswissenschaft und Katholische Theologie an der Johannes Gutenberg-Universität in Mainz und promovierte mit einer strafrechtlichen Arbeit bei Justus Krümpelmann. Am 1. April 1999 wurde er von Bischof Karl Lehmann in den Dienst des Bistums Mainz berufen, dessen Justitiar er vom 1. Januar 2000 bis zum 24. August 2017 war.
Seit 1994 nahm Ling einen Lehrauftrag für Strafrecht am Fachbereich Rechts- und Wirtschaftswissenschaften der Johannes Gutenberg-Universität Mainz wahr. Im Oktober 2005 wurde er von Ministerpräsident Kurt Beck zum Honorarprofessor an der Universität Mainz ernannt.
2004 wurde er von Kardinal-Großmeister Carlo Kardinal Furno zum Ritter des Ritterordens vom Heiligen Grab zu Jerusalem ernannt und am 24. April 2004 durch Anton Schlembach, Großprior des Ordens, investiert. Von Oktober 2005 bis September 2013 war Ling Leitender Komtur der Komturei St. Hildegard Mainz/Wiesbaden des Ritterordens. Am 9. Mai 2014 erfolgte auf der Investitur in Aachen die Ernennung zum Komtur mit Stern.

## Schriften
- "Die Unterbrechung des Kausalzusammenhanges durch willentliches Dazwischentreten eines Dritten: eine dogmengeschichtliche Untersuchung", Berlin 1996.
- Mitautor: "Neues Jahrbuch für das Bistum Mainz: Bonifatius in Mainz: Bd. 2005", Mainz 2005.

## Aufsätze (Auswahl)
- "Die ausbeuterische Prostitution", in: Goltdammer’s Archiv für Strafrecht 1997, S. 486 ff.
- "Überzeugung und richterliche Verantwortung am Beispiel des Vorsatznachweises bei atypischen Sachverhalten", in: Czasopismo Prawa Karnego I Nauk Penalnych 1997, S. 123 ff.
- "Zum Gewahrsamsbruch beim Diebstahl, besonders in Selbstbedienungsläden", in: Zeitschrift für die gesamte Strafrechtswissenschaft 1998, S. 119 ff.
- "An den Grenzen rationaler Aufhellbarkeit. Überzeugung und richterliche Verantwortung am Beispiel des Vorsatznachweises bei atypischen Sachverhalten", in: Juristenzeitung 1999, S. 335 ff.
- "Zum Geistlichenprivileg im Strafrecht", in: Goltdammer’s Archiv für Strafrecht 2001, S. 325 ff.
- "Bekenntnisfreiheit und öffentlicher Friede", in: Kirche und Recht 2004, S. 59–71.
- "Zum gegenwärtigen kirchlichen Strafrecht", in: Juristenzeitung 2004, S. 596 ff.
- "Kirchenamt und Kirchenbeamte in der katholischen Kirche Deutschlands", in: Zeitschrift für Beamtenrecht 2006, S. 238 ff.
- "Geistlicher gem. § 53 Abs. 1 Satz 1 Nr. 1 StPO – eine Standortbestimmung" in: Kirche und Recht 2008, S. 70–77.
- "Rettungsversuche. Zum Einfluss des weltlichen auf das kirchliche Strafrecht durch die Anwendung der Leitlinien der Deutschen Bischofskonferenz zum Umgang mit sexuellem Missbrauch", in: Matthias Pulte (Hg.) – "Tendenzen der kirchlichen Strafrechtsentwicklung", Paderborn, 2017, S. 147 ff.